# Kiến Hồ
Kiến Hồ (chữ Hán phồn thể:建湖縣, chữ Hán giản thể: 建湖县) là một huyện thuộc địa cấp thị Diêm Thành, tỉnh Giang Tô, Cộng hòa Nhân dân Trung Hoa. Huyện này có diện tích 1113 ki-lô-mét vuông, dân số 790.000 người. Mã số bưu chính 224700. Chính quyền huyện đóng ở trấn Cận Hồ. Về mặt hành chính, huyện này được chia ra các đơn vị gồm 14 trấn: Cận Hồ, Kiến Dương, Tương Doanh, Hằng Tế, Nhan Đơn, Duyên Hà, Lô Câu, Khánh Phong, Thượng Cương, Cương Đông, Thảo Yển Khẩu, Cương Tây, Chung Trang, Bảo Tháp, Cao Tác.